# Wspólnota administracyjna Flöha
Wspólnota administracyjna Flöha (niem. Verwaltungsgemeinschaft Flöha) – była wspólnota administracyjna w Niemczech, w kraju związkowym Saksonia, w okręgu administracyjnym Chemnitz, w powiecie Mittelsachsen. Siedziba wspólnoty znajdowała się w mieście Flöha.
Wspólnota administracyjna zrzeszała jedną gminę miejską oraz jedną gminę wiejską: 
- Falkenau
- Flöha

Dnia 1 października 2011 gmina Falkenau została włączona do miasta Flöha i tym samym stała się jej dzielnicą. Wspólnota administracyjna została rozwiązana.